# Ormetica temperata
Ormetica temperata là một loài bướm đêm thuộc phân họ Arctiinae, họ Erebidae.